# Groate Kerk
De Groate Kerk (officiële Bildtse naam; Fries: Grutte Tsjerke; Nederlands: "Grote Kerk") is een kerkgebouw in Sint Jacobiparochie in de Nederlandse provincie Friesland.

## Geschiedenis
De neoclassicistische kerk uit 1844 is een ontwerp van Thomas Adrianus Romein en is de vervanger van een in het begin van de 16e eeuw gebouwde kerk. De zaalkerk heeft een Dorische zuilenportiek met fronton. De klokkentoren met vierkante onderbouw heeft een ronde lantaarn met acht zuilen. Het orgel uit 1844 is gemaakt door L. van Dam en Zonen. In 1979 werd de kerk door de Stichting Alde Fryske Tsjerken overgenomen. De voorheen wit gepleisterde kerk kreeg in 2010 een gele kleur. De kerk is een rijksmonument. Er is een informatiecentrum over het Jabikspaad.

## Beeldende kunst bij de kerk
Voor de kerk bevindt zich een door Henk Rusman gemaakte sculptuur, die het begin van de pelgrimsroute naar Santiago de Compostella markeert. Aan de westzijde van de kerk staat op het terrein van de kerk het door Verena (Vreni) Wagner vervaardigde verzetsmonument Ôns frijhyd ontstaan út ôfbroken levens. Aan de oostzijde van de kerk bevindt zich eveneens op het kerkterrein het door Marco Goldenbeld vervaardigde drenkelingenmonument.

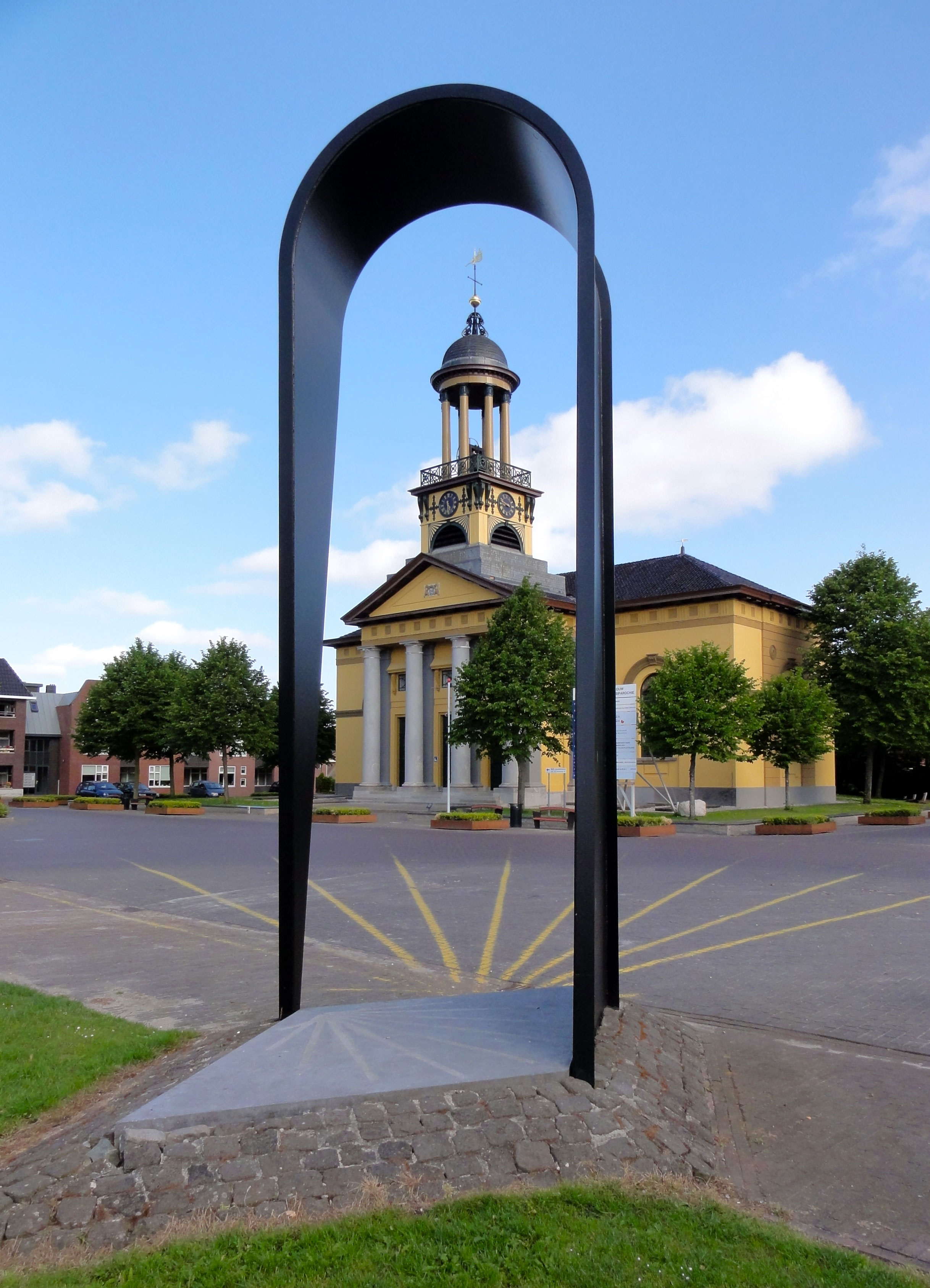
Markering pelgrimsroute met op de achtergrond de Groate Kerk
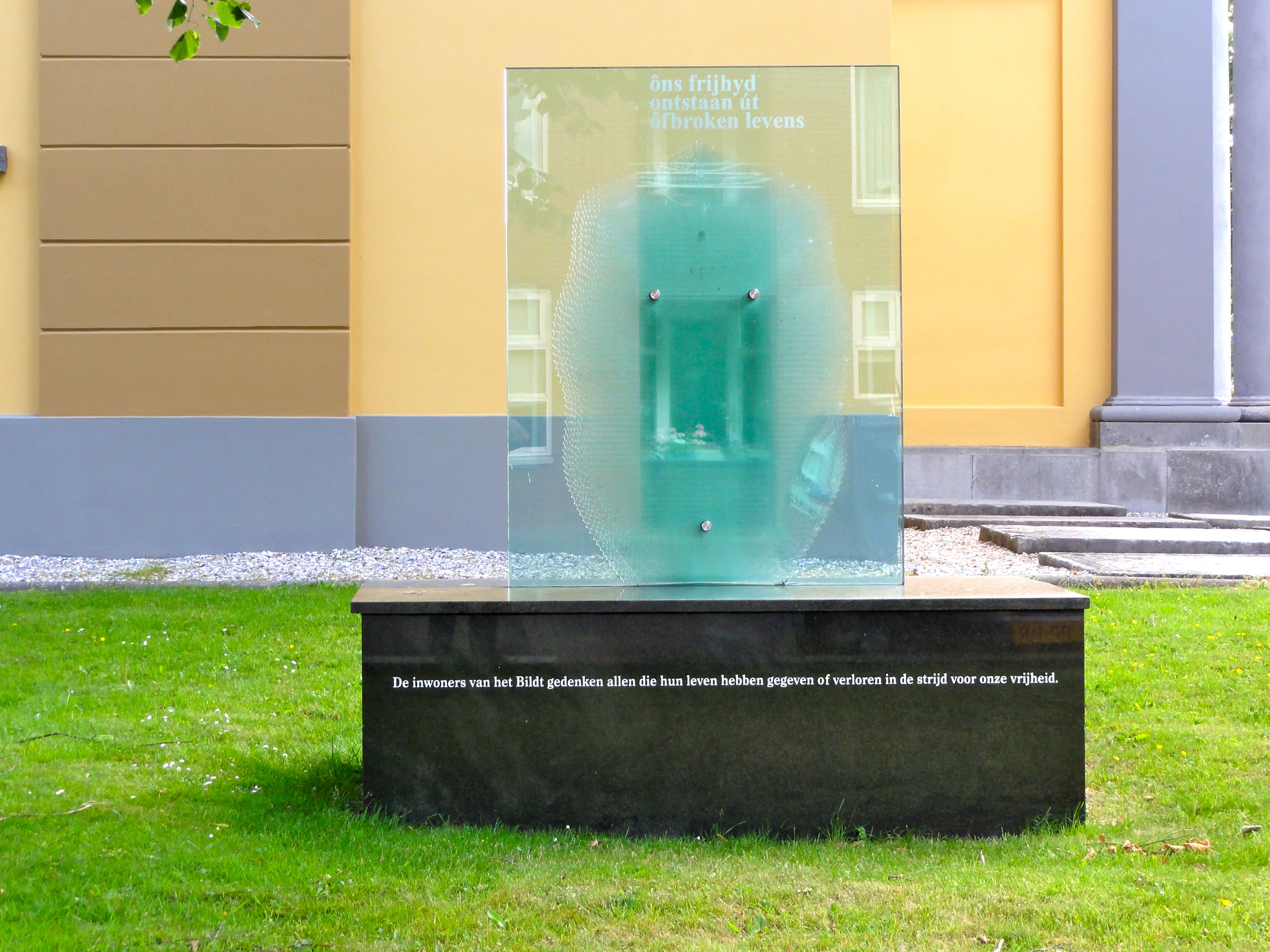
Verzetsmonument aan de westzijde van de Groate Kerk
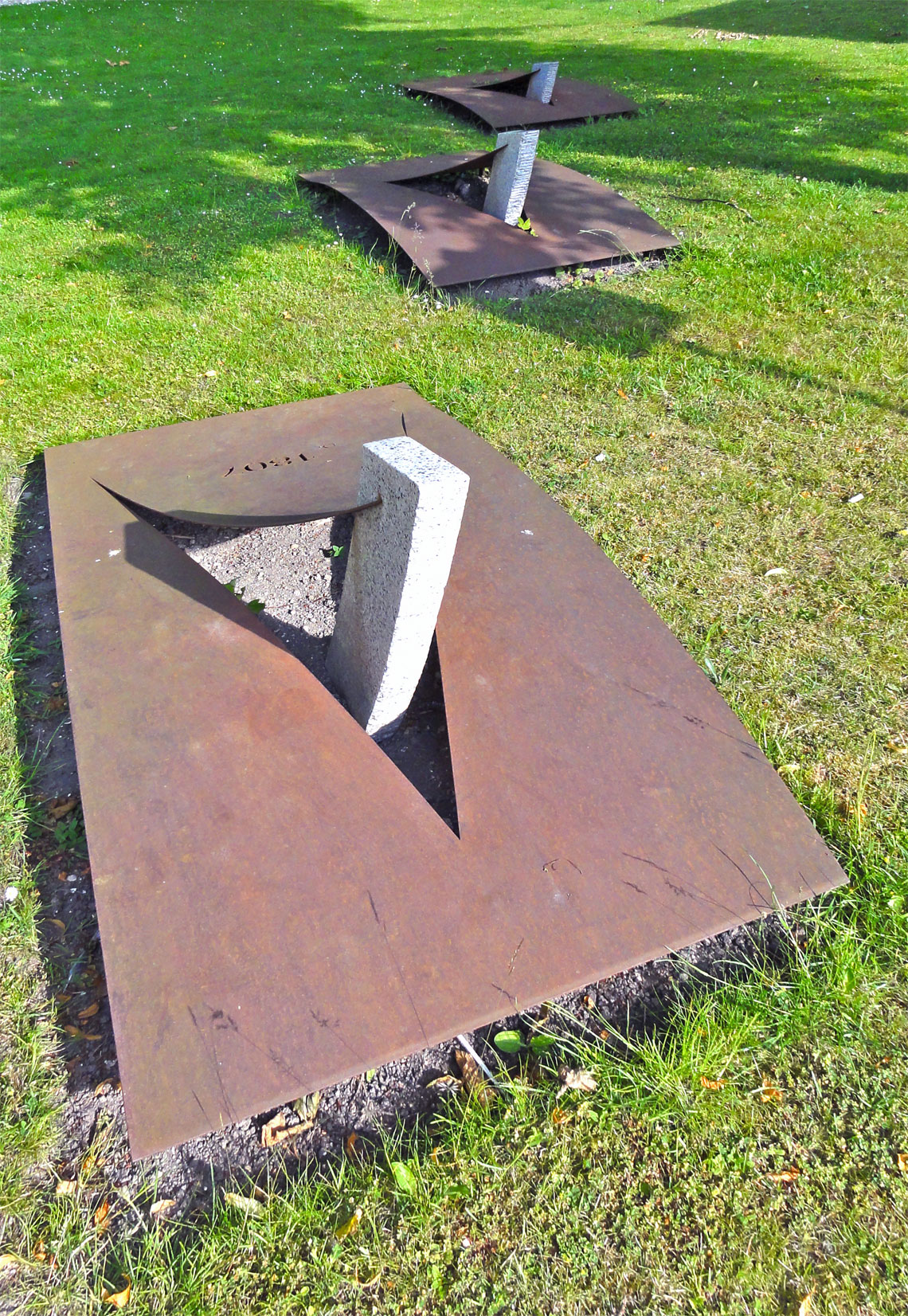
Drenkelingenmonument aan de oostzijde van de Groate Kerk